# Takurō Mochizuki

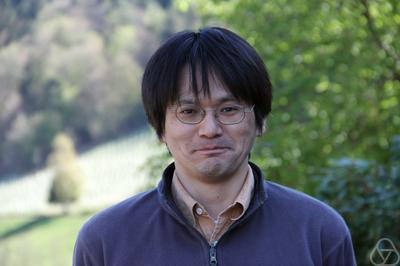
Takurō Mochizuki (2015)

Takurō Mochizuki (japanisch 望月 拓郎 Mochizuki Takurō; * 26. August 1972) ist ein japanischer Mathematiker, der sich mit Differentialgeometrie und algebraischer Analysis (Theorie der D-Moduln auf algebraischen Varietäten) befasst.

## Leben
Mochizuki studierte ab 1992 an der Universität Kyōto und wurde dort 1999 promoviert. Danach war er an der Städtischen Universität Osaka, wurde 2004 Assistant Professor an der Universität Kyoto und 2008 Associate Professor am Research Institute for Mathematical Sciences (RIMS) der Universität Kyoto.

## Werk
Mochizuki forschte über das asymptotische Verhalten harmonischer Vektorbündel nahe Singularitäten und gelangte dabei zum Beweis einer Vermutung von Masaki Kashiwara, die die Invarianz regulärer holomorpher halbeinfacher D-Moduln auf projektiven Varietäten unter verschiedenen Funktoren vermutet. Insbesondere bleibt die Halbeinfachheit erhalten, was den Einfluss der algebraischen Natur der Basisräume nicht nur auf die geometrischen, sondern auch auf die analytischen Eigenschaften dort betrachteter Lösungen von Differentialgleichungen zeigt. Gleichzeitig lieferte dies auch einen Beweis der fundamentalen Sätze (Zerlegungssatz, Schwerer Lefschetz-Satz, Halbeinfachheit) von Beilinson, Bernstein, Deligne und Gabber für eine allgemeinere Klasse von D-Moduln. Während der Beweis von Beilinson-Bernstein-Deligne-Gabber algebraische Methoden benutzte, basierte der Beweis von Mochizuki zusätzlich auf analytischen Methoden, der Untersuchung nichtlinearer partieller Differentialgleichungen. Mochizuki betrachtete dabei ursprünglich von Claude Sabbah eingeführte Twistor-D-Module und bewies den Zerlegungssatz, den Schweren Lefschetz-Satz und Halbeinfachheit für Reine Twistor-D-Module (Pure Twistor D-Modules). Dann zeigte er, dass alle halbeinfachen perversen Garben eine Reine Twistor-D-Modul-Struktur besassen. Mochizuki erweiterte diese Resultate in der Folge noch auf irreguläre Singularitäten (gemischte Twistor-D-Module).
Das Forschungsgebiet der D-Module war insgesamt wesentlich von japanischen Mathematikern entwickelt worden, wie die Einführung der D-Moduln von Kashiwara nach einer Idee von Mikio Satō ab Ende der 1960er Jahre und die Theorie der Hodge-D-Moduln von Morihiko Saitō. Mochizuki arbeitete acht Jahre am Beweis der als sehr schwierig geltenden Vermutung von Kashiwara, dessen Veröffentlichung rund 1000 Seiten einnimmt.

## Preise
2010 erhielt er die Medaille (Förderpreis für Wissenschaft) der Japanischen Akademie der Wissenschaften und ein Jahr später den Preis der Akademie. Ebenfalls 2010 erhielt er den JSPS-Preis (Japan Society for the Promotion of Science). 2006 erhielt er den Frühlingspreis der Japanischen Mathematischen Gesellschaft.
Er wurde als Plenarsprecher auf dem Internationalen Mathematikerkongress 2014 in Seoul ausgewählt (Wild harmonic bundles and twistor {\displaystyle {\mathcal {D}}}-modules). Für 2022 wurde Mochizuki der Breakthrough Prize in Mathematics zugesprochen.

## Schriften
- Asymptotic behaviour of tame harmonic bundles and an application to pure twistor D-modules, 2 Bände, Memoirs AMS 185, 2007
  - Preprint 2003
- Kobayashi-Hitchin-Correspondence for tame harmonic bundles and applications, Astérisque, Band 309, 2006, Teil 2 Geometry & Topology, 13, 2009, S. 359–455, Teil 1, Teil 2
- Donaldson type invariants for algebraic surfaces: transition of moduli stacks, Lecture Notes in Mathematics 1972, Springer Verlag 2009
- Wild harmonic bundles and wild pure twistor D-modules, Arxiv, 2008
- A characterization of semisimple local system by tame pure imaginary pluri-harmonic metric, 2004, Arxiv
- Mixed Twistor D-modules, Arxiv 2011